# Bryconamericus rubropictus
Bryconamericus rubropictus är en fiskart som först beskrevs av Berg, 1901.  Bryconamericus rubropictus ingår i släktet Bryconamericus och familjen Characidae. Inga underarter finns listade.